# Исамаалийт
И́самаали́йт (эст. Isamaaliit, «Союз Отечества») — консервативно-националистическая политическая партия в Эстонии. 4 апреля 2006 года представители Исамаалийт и Res Publica приняли решение о слиянии обеих партий, которое произошло в том же году. Утверждённое поначалу название объединённой партии За Эстонию (эст. Erakond Eesti Eest) было отвергнуто и новая партия была названа Союз Отечества и Res Publica (эст. Isamaa ja Res Publica Liit).
Согласно установкам партии, её программа базировалась на христианской демократии и на позитивном, современном национализме. Партия Исамаалийт стояла за большей частью реформ, проведённых в Эстонии в начале 1990-х годов.

## История
Партия была основана 2 декабря 1995 года в результате слияния Партии Национальной Независимости Эстонии (эст. ERSP, Eesti Rahvusliku Sõltumatuse Partei) и Национальной Коалиционной Партии «Отечество» (эст. Rahvuslik Koonderakond «Isamaa»). Некоторые основатели партии была диссидентами при советской власти и принимали активное участие в движении за национальную независимость в конце 1980-х — начале 1990-х годов. Национальная Коалиционная Партия «Отечество» была основана в сентябре 1992 года после объединения четырёх избирательных союзов:
- Христианско-Демократическая Партия (эст. Kristlik-demokraatlik Erakond),
- Христианско-Демократический Союз (эст. Kristlik-Demokraatlik Liit),
- Консервативная Народная Партия (эст. Konservatiivne Rahvaerakond),
- Республиканская Коалиционная Партия (эст. Vabariiklaste Koonderakond).

Три последних партии образовали в 1994 году Национальную Коалиционную Партию «Отечество». Либерально-Демократическая Партия (эст. Liberaaldemokraatlik Partei), принимавшая участие в избирательном союзе, в объединение не вошла.
Тойво Юргенсон был избран первым председателем партии и оставался на этом посту до 1998 года, когда стал министром транспорта и связи.

### Участие в правительстве
Март Лаар, историк, бывший председатель Национального Альянса «Отечество» и премьер-министр Эстонии с 1992 по 1994 год, был избран новым председателем партии 24 октября 1998 года.
Парламентские выборы 1999 года были удачными для партии и принесли ей 18 мест. Лидер партии, Март Лаар вновь стал премьер-министром. Коалиционное правительство оставалось у власти до 28 января 2002 года.
Партия Исамаалийт является коллективным членом Европейской Народной Партии, известной также под аббревиатурой EPP, имеет одно место в Европейском Парламенте, которое занимает Тунне Келам, председатель партии с 7 декабря 2002 по 16 апреля 2005.
На парламентских выборах 2003 года партия получила 7 мест в Рийгикогу и находится с тех пор в оппозиции. Председателем партии в настоящий момент является Тынис Лукас (эст. Tõnis Lukas), избранный на этот пост 16 апреля 2005. Историк Аймар Альтосаар, бывший генеральным секретарём партии с 1996 по 1999, был вновь избран на этот пост в 2005 году.
Официальная газета партии «Трибуун» (эст. «Tribüün») издавалась с 2001 года.
На местных выборах осенью 2005 года Исамаалийт заключила 6 июля 2005 союз с Объединением Хуторян (эст. Põllumeeste Kogu) и Эстонской Демократической Партией (эст. Eesti Demokraatlik Partei) 12 июля 2005 года. Местные выборы 16 октября 2005 года показали растущую поддержку партии. Представительство в Таллинском Городском собрании выросло с 0 до 7 мест, а в Тарту осталось на прежнем уровне — 9 мест.